# Lynn Loomis
Lynn Harold Loomis (* 25. April 1915; † 9. Juni 1994) war ein US-amerikanischer Mathematiker, der sich mit Analysis beschäftigte.
Loomis studierte an der Harvard University, wo er 1942 bei Salomon Bochner promovierte (Some Studies on Simply-Connected Riemann Surfaces: I. The Problem of Imbedding II. Mapping on the Boundary for Two Classes of Surfaces) und 1939 bis 1941 Junior Fellow war. Er war dann Professor am Radcliffe College und ab 1949 in Harvard. Loomis, der sich vor allem mit Harmonischer Analysis beschäftigte, ist durch einige Lehrbücher bekannt.
Er war seit 1956 Mitglied der American Academy of Arts and Sciences.

## Schriften
- Abstract Harmonic Analysis, Van Nostrand 1953
- mit Shlomo Sternberg „Advanced Calculus“, Addison-Wesley 1968
- Introduction to Calculus, Addison-Wesley 1975
- Calculus, Addison-Wesley 1974, 1982